# Walker (Minnesota)
Walker település az Amerikai Egyesült Államok Minnesota államában, Cass megyében, melynek megyeszékhelye is. Lakosainak száma 966 fő (2020. április 1.).

## Népesség
A település népességének változása:

| 2010 | 941 |
| 2020 | 966 |